# Salsola
A Salsola egy folyó Olaszország Puglia régiójában, Foggia megyében. A Dauniai-szubappenninekből ered, a 952 m magas Monte Montauro lejtőiről. Átszeli a Tavoliere delle Pugliet, majd Ponte Petrosino mellett a Candelaróba ömlik. Két mellékfolyója van: a Casanova és a Vulgano.